# Skin Creepers
Skin Creepers ist eine deutsche Independent-Horrorkomödie von Ezra Tsegaye aus dem Jahr 2018 mit Nicolás Artajo, Nicolas Szent und Dieter Landuris in den Hauptrollen. Die Premiere erfolgte am 18. Oktober 2018 im Kino Moviemento in Berlin.

## Handlung
Die zwei erfolglosen Filmproduzenten Ben und Daniel stecken ihr letztes Hab und Gut in den Dreh eines erotischen Films, der endlich zum großen Durchbruch führen soll. Ihre Hoffnungen ruhen dabei auf ihrer Hauptdarstellerin, einem bekannten US-Pornstar – Sasha Blue.
Die Filmemacher machen sogar einen Deal mit dem brutalen und unberechenbaren Unterweltkönig Lederkalle, nur um ihr Vorhaben durchzuziehen. Was keiner ahnt: In Sashas Hotelzimmer existiert seit einem schief gelaufenen Exorzismus das Böse! In einem Gemälde wartet dort ein teuflischer Incubus auf das richtige Opfer, um sich aus dem Bild zu befreien. Schon die ersten Momente der Dreharbeiten wandeln sich unerwartet zu einer blutigen Situation, die die Filmemacher völlig aus dem Konzept bringt. Zurück in Sashas Hotel beginnt der Kampf ums nackte Überleben. Ihr Superstar verhält sich so durchgedreht und wahnsinnig, dass die beiden Brüder sie k.o. schlagen und ans Bett fesseln müssen. Spätestens als Sasha anfängt zu schweben, stellen die Jungs fest, dass sie „professionelle“ Hilfe brauchen. Nur ein Exorzismus kann jetzt noch das Problem lösen.
In letzter Not rufen die Jungs den Prediger zur Hilfe, welcher bereits in der Vergangenheit in dem Hotel mit einem Exorzismus zu tun hatte. Um den Geist aus der Pornodarstellerin auszutreiben, beginnt der Prediger mit einem speziellen und ungewöhnlichen Ritual der Teufelsaustreibung. 
Dabei verwandelt sich Sasha Blue in einen Dämon. Kurze Zeit später gelingt es diesem Dämonen, sich aus den Fesseln des Priesters zu befreien und den Exorzisten anzugreifen, als plötzlich Lederkalle das Hotelzimmer betritt. Lederkalle hat seine eigene Agenda, und missversteht die vorhandene Situation völlig. Bei einem Kampf mit dem Prediger stolpert Lederkalle in einen magischen Schutz-Kreis, den der Prediger für den Exorzismus geschaffen hatte. Lederkalles Kopf explodiert durch die magische Kraft dieses Kreises, und er fährt direkt in der Hölle. Dort befreit Lederkalle Sashas Seelenkörper aus den Fängen des Dämons. So wird Sasha letztendlich gerettet und kommt im Hotelzimmer wieder zu sich.

## Hintergrund
Die Geschichte ist von einer wahren Begebenheit inspiriert, die sich in Frankfurt/Main abgespielt hat: Dort hat eine koreanische Familie in einem Hotel eine Teufelsaustreibung an einer jungen Frau vorgenommen, die dabei ums Leben kam.
Nacktmodel-Ikone Micaela Schäfer hat einen Gastauftritt.

## Produktion
Skin Creepers wurde ohne Fördergelder mit einem Budget von rund 50.000 Euro produziert, welches Sebastian Wolf als ausführender Produzent stellte.
Skin Creepers gilt als der erste abendfüllende Spielfilm von Regisseur Ezra Tsegaye, der zuvor schon Kurzfilme, Musikvideos und Werbespots realisiert hatte.

## Auszeichnungen
Anatomy Crime and Horror Film Festival 2018
- Best Special Effects: all categories

Calcutta International Cult Film Festival 2018
- Best Cult Classic Film
- Best Horror Film

Außerdem wurde der Film beim Horrorant Film Festival „Fright Nights“ 2018 als bester Horrorfilm nominiert.

## Kritiken
Der Film erhielt überwiegend gemischte Kritiken.

„Skin Creepers ist einer dieser Filme, die sehr viel besser sind, als sie sein dürften. Mit kleinem Geld entwickelt Ezra Tsegaye einen wunderbaren Unfug, der mit hoher Gagdichte und ein paar wirklich guten Einfällen zum Geheimtipp für den nächsten (bierseligen) Filme-Abend wird.“

„Für wenig Geld realisierte, halbgar zwischen Komödie und Horror suppende Independent-Produktion. Die für das Budget durchaus soliden Spezialeffekte machen dabei die darstellerischen und inszenatorischen Unzulänglichkeiten kaum wett.“

„Alle Achtung, die visuellen Effekte können sich wirklich sehen lassen, wenn gegen Ende Ausgeburten der Hölle ausbrechen... Ein gewollter Trash-Film, der zu geschwätzig geraten ist und fürs Horrorkino letztlich nichts Neues bietet.“